# Glenville (Minnesota)
Glenville és una població dels Estats Units a l'estat de Minnesota. Segons el cens del 2000 tenia 720 habitants.

## Demografia
Segons el cens del 2000, Glenville tenia 720 habitants, 295 habitatges, i 210 famílies. La densitat de població era de 127,5 habitants per km².
Dels 295 habitatges en un 30,8% hi vivien nens de menys de 18 anys, en un 60,7% hi vivien parelles casades, en un 6,8% dones solteres, i en un 28,5% no eren unitats familiars. En el 24,1% dels habitatges hi vivien persones soles el 8,5% de les quals corresponia a persones de 65 anys o més que vivien soles. El nombre mitjà de persones vivint en cada habitatge era de 2,44 i el nombre mitjà de persones que vivien en cada família era de 2,92.
Per edats la població es repartia de la següent manera: un 25,3% tenia menys de 18 anys, un 7,2% entre 18 i 24, un 27,4% entre 25 i 44, un 24,3% de 45 a 60 i un 15,8% 65 anys o més.
L'edat mediana era de 38 anys. Per cada 100 dones de 18 o més anys hi havia 101,5 homes.
La renda mediana per habitatge era de 37.813 $ i la renda mediana per família de 49.861 $. Els homes tenien una renda mediana de 34.063 $ mentre que les dones 21.083 $. La renda per capita de la població era de 17.663 $. Entorn del 7,2% de les famílies i el 9,4% de la població estaven per davall del llindar de pobresa.

## Poblacions més properes
El següent diagrama mostra les poblacions més properes.